# Stephen Fowler Wilson

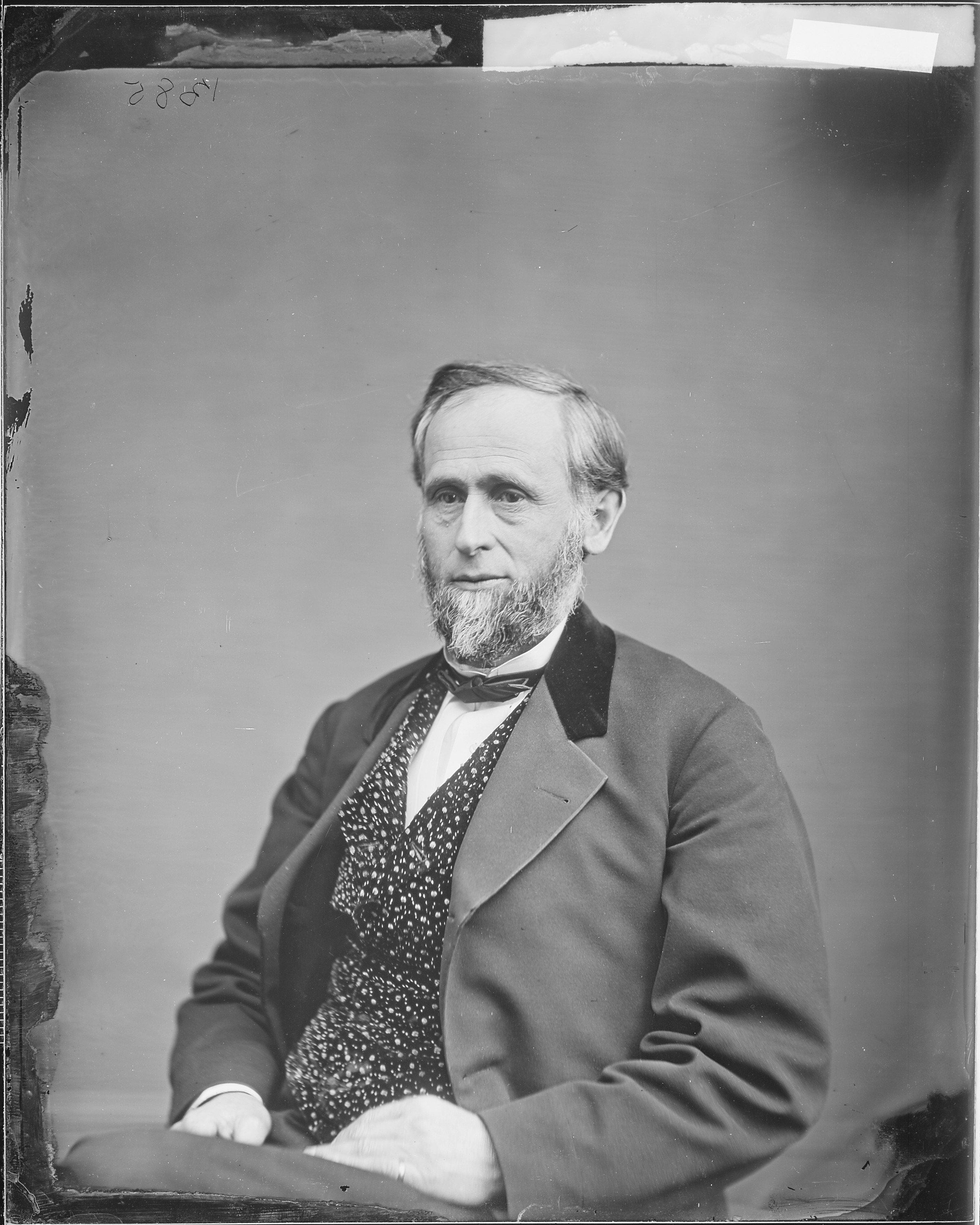
Stephen Fowler Wilson

Stephen Fowler Wilson (* 4. September 1821 in Columbia, Lancaster County, Pennsylvania; † 30. März 1897 in Wellsboro, Pennsylvania) war ein US-amerikanischer Politiker. Zwischen 1865 und 1869 vertrat er den Bundesstaat Pennsylvania im US-Repräsentantenhaus.

## Werdegang
Stephen Wilson erhielt eine akademische Schulausbildung. Nach einem anschließenden Jurastudium und seiner Zulassung als Rechtsanwalt begann er in diesem Beruf zu arbeiten. Außerdem bekleidete er in seiner Heimat einige lokale Ämter. Später wurde er Mitglied der 1854 gegründeten Republikanischen Partei. Zwischen 1863 und 1865 gehörte er dem Senat von Pennsylvania an. Im Juni 1864 nahm er als Delegierter an der Republican National Convention in Baltimore teil, auf der Präsident Abraham Lincoln zur Wiederwahl nominiert wurde.
Bei den Kongresswahlen des Jahres 1864 wurde Wilson im 18. Wahlbezirk von Pennsylvania in das US-Repräsentantenhaus in Washington, D.C. gewählt, wo er am 4. März 1865 die Nachfolge von James Tracy Hale antrat. Nach einer Wiederwahl konnte er bis zum 3. März 1869 zwei Legislaturperioden im Kongress absolvieren. In dieser Zeit endete im April 1865 der Bürgerkrieg. Während seiner Zeit im Kongress wurden auch der 13. und der 14. Verfassungszusatz ratifiziert. Seit 1865 war die Arbeit des Kongresses von den Spannungen zwischen den Republikanern und Präsident Andrew Johnson belastet, die in einem nur knapp gescheiterten Amtsenthebungsverfahren gipfelten.
Zwischen 1871 und 1881 war Stephen Wilson Richter im vierten Gerichtsbezirk von Pennsylvania. Im Jahr 1884 wurde er beisitzender Richter am Obersten Gerichtshof im New-Mexico-Territorium; von 1887 bis 1889 war er Vorsitzender Richter im vierten Gerichtsbezirk von Pennsylvania. Danach praktizierte er wieder als Anwalt. Er starb am 30. März 1897 in Wellsboro, wo er auch beigesetzt wurde.